# Lucie Louetteová Kanningová
Lucie Louetteová Kanningová (francouzsky Lucie Louette Kanning), (* 15. únor 1985 v Amiens, Francie) je francouzská zápasnice – judistka.

## Sportovní kariéra
S judem začínala na základní škole v rodném Amiens. Od roku 2009 přestoupila do klubu v Levallois-Perret na předměstí Paříže. Od roku 2014 je členkou klubu FLAM91. Ve francouzské seniorské reprezentaci se pohybuje od roku 2003. V polotěžké váze, ve které startovala se však obtížně prosazovala na úkor Céline Lebrunové a dalších. Příležitost k prosazení se jí naskytla od roku 2010 s novými pravidly, které umožnily dvěma judistům z jedné země startovat v jedné váhové kategorii na mistrovství světa či Evropy. Po odchodu Lebrunové však místo reprezentační jedničky zabrala na její úkor Audrey Tcheuméová. V roce 2012 se kvalifikovala na olympijské hry v Londýně, ale nominaci s Tcheuméovou prohrála. Od roku 2015 přešla do těžká váhy, kde cítila větší šance se kvalifikovat na olympijské hry. V únoru 2015 však na turnaji v Düsseldorfu utrpěla vážné zranění kolene a na tatami se vrátila v olympijském roce 2016.

### Vítězství
- 2007 – 1x světový pohár (Moskva)
- 2013 – 1x světový pohár (Paříž)
- 2015 – 1x světový pohár (Tunis)

## Výsledky
| Mistrovství světa  |    | —   |    | —  |     | —  |   | — | —  | úč. |    | úč. | úč. | — |   |  |  |  |  |  |  |  |  |  |  |  |
| Mistrovství Evropy | —  | —   | —  | —  | —   | —  | — | — | 3. | 2.  | 7. | 1.  | 3.  | — | — |  |  |  |  |  |  |  |  |  |  |  |
| ME do 23 let       |    | —   | —  | 1. | úč. | 1. |   |   |    |     |    |     |     |   |   |  |  |  |  |  |  |  |  |  |  |  |
| MS juniorů         | —  |     | 3. |    |     |    |   |   |    |     |    |     |     |   |   |  |  |  |  |  |  |  |  |  |  |  |
| ME juniorů         | 3. | úč. | —  |    |     |    |   |   |    |     |    |     |     |   |   |  |  |  |  |  |  |  |  |  |  |  |